# Tejay van Garderen
Tejay van Garderen (Tacoma, Washington, 12 d'agost de 1988) és un ciclista estatunidenc, professional des del 2008 fins al 2021.
Ciclista amb gran futur, es va convertir en una de les clares promeses del ciclisme estatunidenc de la dècada dels 2010 en aconseguir notables resultats en curses com el Tour de l'Avenir de 2008 o el Circuito Montañés de 2009. Va destacar com a rodador i especialista contra el cronòmetre.
El 2012 acabà 5è al Tour de França, alhora que guanyà la Classificació dels joves. Altres victòries destacades són la Volta a Califòrnia de 2013 i una etapa al Giro d'Itàlia de 2017.

## Palmarès
- 2004
  -  Campió dels Estats Units en ruta sots 17
  -  Campió dels Estats Units de contra-rellotge sots 17
  -  Campió dels Estats Units de ciclocròs sots 17
- 2005
  - Vencedor d'una etapa als Tres dies d'Axel
- 2008
  - Vencedor d'una etapa de la Fletxa del Sud
  - Vencedor d'una etapa del Gran Premi Tell
  - Vencedor d'una etapa del Tour de l'Avenir
- 2009
  - 1r al Tour du Haut-Anjou
  - 1r al Circuito Montañés
  - Vencedor d'una etapa de l'Olympia's Tour
- 2011
  - Vencedor d'una etapa del Tour de Utah
- 2012
  -  1r de la Classificació dels joves del Tour de França
  - Vencedor de la classificació dels joves de la París-Niça
- 2013
  - 1r a la Volta a Califòrnia i vencedor d'una etapa
  - 1r al USA Pro Cycling Challenge i vencedor d'una etapa
- 2014
  -  Campió del món en contrarellotge per equips
  - 1r al USA Pro Cycling Challenge i vencedor de 2 etapes
  - Vencedor de l'etapa reina de la Volta a Catalunya
- 2016
  - Vencedor d'una etapa de la Volta a Andalusia
  - Vencedor d'una etapa a la Volta a Suïssa
- 2017
  - Vencedor d'una etapa al Giro d'Itàlia
- 2018
  - Vencedor d'una etapa a la Volta Califòrnia
  - Vencedor d'una etapa al Tour de Utah

### Resultats al Tour de França
- 2011. 82è de la classificació general
- 2012. 5è de la classificació general.  1r de la Classificació dels joves
- 2013. 45è de la classificació general
- 2014. 5è de la classificació general
- 2015. Abandona (17a etapa)
- 2016. 29è de la classificació general
- 2018. 32è de la classificació general
- 2019. No surt (8a etapa)

### Resultats a la Volta a Espanya
- 2010. 35è de la classificació general
- 2015. Abandona (8a etapa)
- 2016. Abandona (17a etapa)
- 2017. 10è de la classificació general
- 2019. Abandona (7a etapa)
- 2020. 113è de la classificació general

### Resultats al Giro d'Itàlia
- 2017. 20è de la classificació general. Vencedor d'una etapa
- 2021. 84è de la classificació general